# Шульце, Чарльз
Чарльз Шульце (англ. Charles L. Schultze; 12 декабря 1924, Алегзандрия, штат Виргиния — 27 сентября 2016, Вашингтон) — американский экономист.

## Биография
Бакалавр (1948) и магистр (1950) Джорджтаунского университета, доктор философии (1960) Мэрилендского университета в Колледж-Парке.
Директор Административно-бюджетного управления США (1965—1968). Председатель совета экономических консультантов при президенте США (1977—1981).
Президент Американской экономической ассоциации (1984).

## Основные произведения
- «Федеральный бюджет и здоровье национальной экономики» (The Federal Budget and the Nation’s Economic Health, 1990);
- «Реструктурирование внутренних расходов» (Restructuring Domestic Spending, 2004).